# Piasecki HUP Retriever
Der Piasecki HUP Retriever/H-25 Army Mule ist ein kleiner, einmotoriger Universalhubschrauber in Tandemkonfiguration, der von der Piasecki Helicopter Corporation aus Morton in Pennsylvania gebaut wurde. Konstruiert nach Vorgaben der United States Navy wurde der Hubschrauber von 1949 bis 1954 gebaut und auch von der United States Army und von Marinen andere Länder eingesetzt. Der HUP/H-25 war der erste Hubschrauber, mit dem ein Looping geflogen wurde und der erste mit einem Autopiloten.

## Entwicklung und Konstruktion
Der H-25 wurde aufgrund einer Ausschreibung der US Navy aus dem Jahr 1945 entwickelt. Diese Ausschreibung verlangte einen kompakten Nutz- und Rettungshubschrauber, der von Schiffen wie Flugzeugträgern, Schlachtschiffen und Kreuzern aus operieren konnte. Je nach Quelle wurden zwei oder drei Prototypen mit der Bezeichnung PV-14 (Bezeichnung durch die US Navy XHJP-1) gebaut und in einer direkten Gegenüberstellung in einem Flug zusammen mit drei Prototypen des Sikorsky XHJS-1 bewertet. Der XHJS-1 war prinzipiell eine vergrößerte Version des Sikorsky H-5. Das höhere Gewicht vergrößerte die Probleme der Konstruktion mit einer praktikablen Weight and Balance bei verschiedenen Beladungssituationen. Letztendlich gewann Piasecki die Ausschreibung und die Serienproduktion wurde unter der Bezeichnung HUP-1 gestartet.
Der Hubschrauber verfügt über zwei dreiblättrige Rotoren mit einem Durchmesser von 35 ft (11 m) in Tandemkonfiguration, deren Blätter zur Lagerung zusammengeklappt werden können. Durch den relativ kleinen Rotordurchmesser kann der Hubschrauber mit ausgeklappten Rotoren in Flugzeugträgeraufzügen transportiert werden. Die Tandemkonfiguration mit überlappenden Rotoren wurde von Piasecki entwickelt und auch in weiteren Modellen wie dem H-21, dem HRB-1/CH-46 und dem CH-47 verwendet. Anfangs wurde der HUP-1 von einem von Continental Motors gebauten luftgekühlten Continental R-975-34-Sternmotor mit einer Leistung von 525 PS (386 kW) angetrieben, der später durch einen R-975-42 oder R-975-46A mit 550 PS (405 kW) ersetzt wurde.
Für Such- und Rettungsmissionen ist der Hubschrauber mit einer Seilwinde mit einer Tragkraft von 400 lb (181 kg) ausgerüstet, die über eine elektrisch betriebene Tür abgelassen werden kann, wenn der Copilotensitz nach vorne geklappt wird.
Während eines Flugs zur Demonstration der Widerstandsfähigkeit gegenüber hohen g-Kräften absolvierte der H-25 – wenn auch unbeabsichtigt – als erster Hubschrauber einen Looping.
In den 1960er Jahren wurden Versuche durchgeführt, um ein Rettungssystem zu entwickeln. Dazu wurde das Cockpit als Rettungskapsel absprengbar gestaltet und sollte an Fallschirmen landen. Neben Teilversuchen wurden auch unbemannte Tests mit ferngesteuerten Maschinen durchgeführt. Die Tests waren erfolgreich und die Machbarkeit damit nachgewiesen, jedoch fand ein derartiges System keinen weiteren Eingang in den Hubschrauberbau. Die Tests sind unter anderem durch mittlerweile frei zugängliche Filmaufnahmen dokumentiert.

## Einsatzhistorie

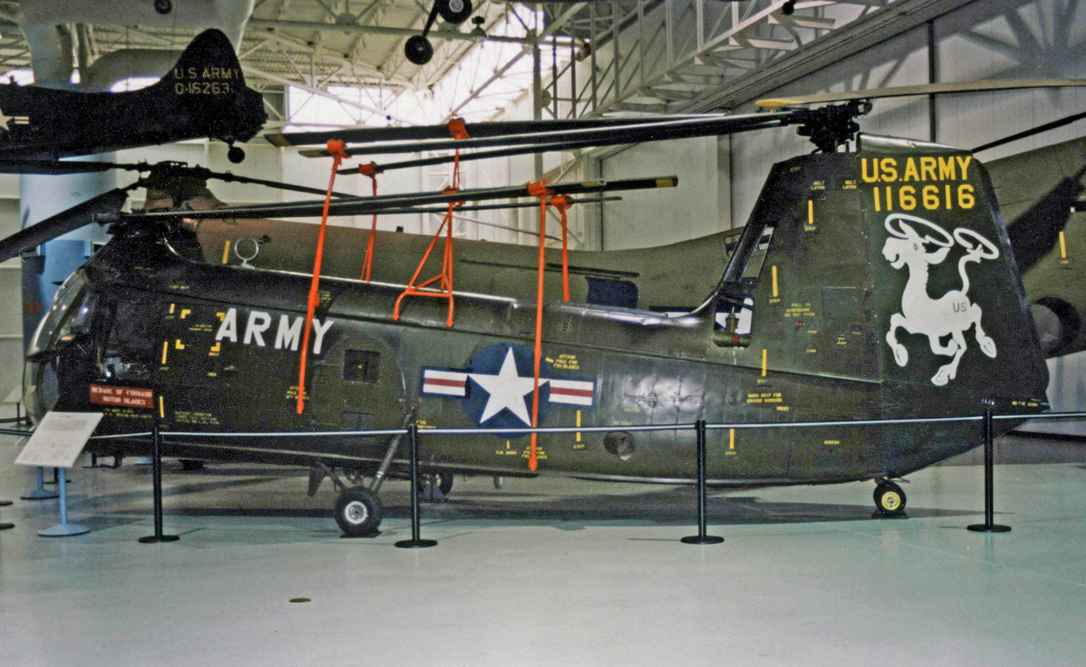
H-25A Army Mule im US Army Aviation Museum in Alabama

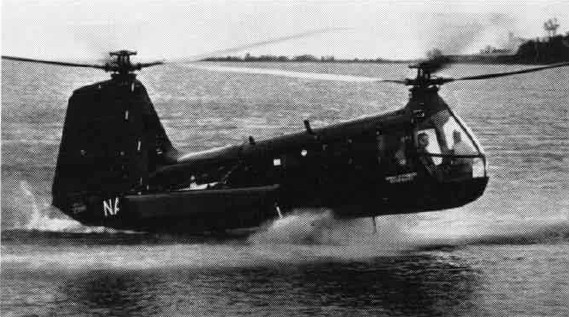
Amphibischer Prototyp eines HUP-2

Mit der Auslieferung von 32 HUP-1 an die US Navy wurden die ersten Exemplare im Februar 1949 in Dienst gestellt. Bald darauf wurde der verbesserte HUP-2 (Werksbezeichnung PV-18) mit leistungsfähigerem Triebwerk, ohne die nach innen geneigten, horizontalen Finnen und mit verschiedenen kleineren Änderungen der Ausrüstung sowie eine Variante mit einem Tauchsonar zur Bekämpfung von U-Booten mit der Bezeichnung HUP-2S eingeführt. Der HUP-2 war der erste Hubschrauber mit einem Autopiloten. Die US Navy testete auch ein System namens Raydist, mit dem ein unbemannter HUP-2 von einer Bodenstation ferngesteuert und angewiesen werden konnte, in einem Umkreis von fünf Fuß über einem bestimmten Punkt zu schweben. Die Edo Aircraft Corporation erprobte einen HUP-2 mit GFK-Hülle und Schwimmauslegern für amphibische Operationen. Eine weiter verbesserte Version des HUP-2 wurde unter der Bezeichnung H-25A Army Mule für die US-Army gebaut. Die meisten Exemplare wurden jedoch schnell wieder aus dem Dienst der Army genommen und als HUP-3 für den Dienst in der US Navy umgebaut.
Im Jahr 1954 erhielt die Royal Canadian Navy drei H-25A der US-Army, die zu HUP-3 umgebaut worden waren. Die Maschinen wurden auf der HMCS Labrador für Such- und Rettungsmissionen und andere Einsätze stationiert. Später wurde sie beim Bau der Distant Early Warning Line eingesetzt. Danach wurden die Hubschrauber zum Militärflugplatz Patricia Bay und zur Canadian Forces Base Shearwater verlegt. Nachdem die letzten beiden Exemplare am 18. Januar 1964 ausgemustert worden waren, wurde eines einer Technischen Schule gespendet und zwei weitere verkauft.
1962 wurde die Bezeichnung H-25 der US-Army von der US Navy im Zuge der Einführung des Bezeichnungssystems für Luftfahrzeuge der US-Streitkräfte übernommen. Die letzten Einheiten wurden 1964 ausgemustert. Der H-25 wurde auch von der Aéronavale zwischen 1953 und 1965 eingesetzt.
Insgesamt wurden 339 Hubschrauber während der sechsjährigen Produktionszeit ausgeliefert. Viele der ausgemusterten Hubschrauber der US Navy wurden später als zivile Maschinen registriert und mindestens sieben Exemplare wurden an die französische Marine verkauft.

## Zwischenfälle
Am 7. November 2009 kollidierte ein HUP-1 mit dem Kennzeichen N183YP in Adelanto, Kalifornien mit einer Überlandleitung und stürzte ab. Bei dem Absturz und dem daraus resultierenden Feuer wurden alle drei Insassen getötet und das Fluggerät zerstört. Der in Kooperation mit dem Classic Rotors Museum betriebene Hubschrauber war das letzte flugfähige Exemplar weltweit. Das NTSB führte den Absturz darauf zurück, dass der Pilot keinen ausreichenden Abstand zu der Überlandleitung eingehalten hatte.

## Varianten

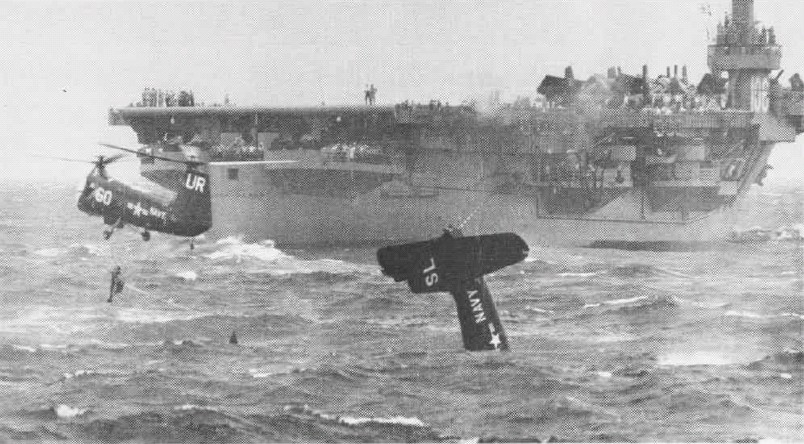
HUP der US Navy bei der Rettung eines Piloten nahe der USS Block Island (CVE-106), 12. August 1953

XHJP-1
Prototyp angetrieben von einem Continental R-975-34 mit 525 PS (386 kW), ausgerüstet mit großen, schrägen Finnen an den horizontalen Stabilisatoren, Werkbezeichnung PV-14, zwei oder drei gebaute Exemplare
HUP-1
Transport- und Rettungshubschrauber für die US Navy, größtenteils baugleich mit dem XHJP-1, Werksbezeichnung PV-18, 32 Exemplare gebaut
HUP-2
verbesserte Version, angetrieben von einem Continental R-975-42 mit 550 PS (405 kW), horizontale Stabilisatoren entfernt, 165 Einheiten für die US Navy, 15 Einheiten für die französische Marine, 1962 Bezeichnung in UH-25B geändert
HUP-2S
Version zur Bekämpfung von U-Booten, ausgestattet mit Tauchsonar, 12 Einheiten gebaut
HUP-3
Umbau des Modells H-25A der US-Army für die US Navy, 50 Einheiten gingen an die US Navy und 3 Einheiten an die Royal Canadian Navy, Maschinen der US Navy 1962 in UH-25C umbenannt
H-25A Army Mule
Universaltransporthubschrauber der US-Army, baugleich mit dem HUP-2, aber angetrieben von einem Continental R-975-46A mit 550 PS (405 kW), ausgerüstet mit größeren Türen und verstärktem Boden, 70 Exemplare wurden ab 1953 ausgeliefert, waren aber unbrauchbar für den Fronteinsatz, 53 Einheiten wurden zwischen 1954 und 1955 an die Royal Canadian Navy und die US Navy abgegeben, die restlichen zur Schulung eingesetzt und 1958 ausgemustert.
UH-25B
1962 umbenannter HUP-2
UH-25C
1962 umbenannter HUP-3

## Betreiber
Kanada
- Royal Canadian Navy[18]

 Frankreich
- Aéronavale[18]

 Vereinigte Staaten:
- United States Army[18]
- United States Navy[18]

## Erhaltene Exemplare

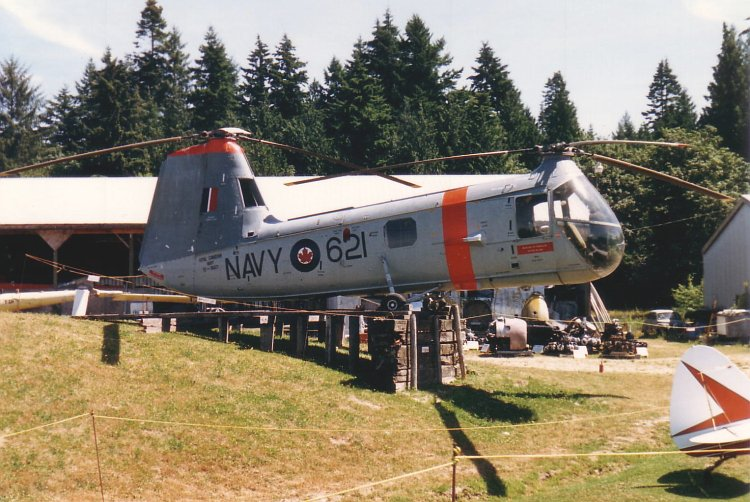
Royal Canadian Navy HUP-3 51-16621 im Canadian Museum of Flight; wurde später verkauft an Classic Rotors.

### Kanada
Ausgestellt
UH-25B (HUP-2)
- Shearwater Aviation Museum in Shearwater, Nova Scotia

UH-25C (HUP-3)
- Canada Aviation and Space Museum in Ottawa, Ontario

### Niederlande
Ausgestellt
UH-25B (HUP-2)
- Kreisel am Baris Business Park Roadway in Rotterdam

### Vereinigtes Königreich
Ausgestellt
UH-25C (HUP-3)
- The Helicopter Museum in Weston-super-Mare, England

### Vereinigte Staaten
Ausgestellt
H-25A Army Mule
- United States Army Aviation Museum in Fort Rucker, Alabama

HUP-1
- USS Hornet Museum in Alameda, Kalifornien

UH-25B (HUP-2)
- American Helicopter Museum in West Chester, Pennsylvania
- Wings of Freedom Aviation Museum in Horsham, Pennsylvania
- Intrepid Sea, Air & Space Museum in New York City, New York
- Flying Leatherneck Aviation Museum in San Diego, Kalifornien
- USS Midway Museum in San Diego, Kalifornien
- Auf dem Deck des USS Iowa Museum in San Pedro, Kalifornien

UH-25C (HUP-3)

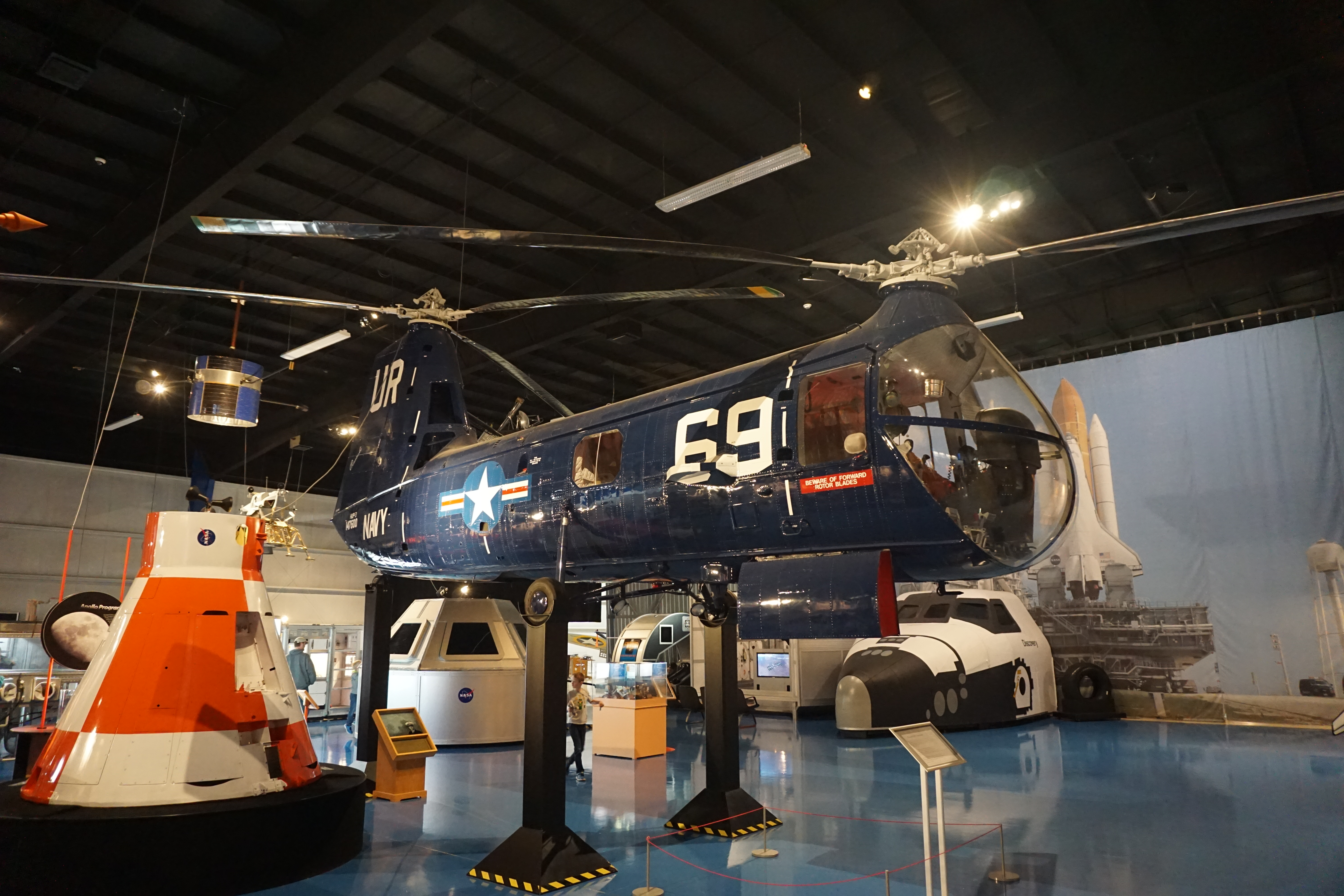
HUP-3 Retriever im Kalamazoo Aviation History Museum

- Pima Air & Space Museum in Tucson, Arizona
- Kalamazoo Aviation History Museum in Kalamazoo, Michigan
- National Museum of Naval Aviation in Pensacola, Florida
- Mid-America Air Museum in Liberal, Kansas
- Classic Rotors Museum in Ramona, Kalifornien

Nicht in Ausstellung
UH-25C (HUP-3)
- Yanks Air Museum in Chino, Kalifornien

## Technische Daten (HUP-2)
| Besatzung             | 2                     |
| Passagiere            | 4                     |
| Länge                 | 56,9 ft (17,3 m)      |
| Rotordurchmesser      | 35 ft (10,7 m)        |
| Höhe                  | 13,2 ft (4 m)         |
| Leermasse             | 4.132 lb (1.874,2 kg) |
| MTOW                  | 6.100 lb (2.766,9 kg) |
| Höchstgeschwindigkeit | 91 kn (169 km/h)      |
| Reisegeschwindigkeit  | 70 kn (130 km/h)      |
| Reichweite            | 295 NM (546 km)       |
| Dienstgipfelhöhe      | 10.000 ft (3.048 m)   |
| max. Steigrate        | 1000 ft/min           |